# ایستگاه شفیلد
ایستگاه شفیلد (انگلیسی: Sheffield station) یک ایستگاه راه‌آهن در شفیلد، انگلستان است.
این ایستگاه که در سال ۱۸۷۰ تأسیس شده جزئی از خط اصلی میدلند و خط کراس کانتری است.

## نگارخانه

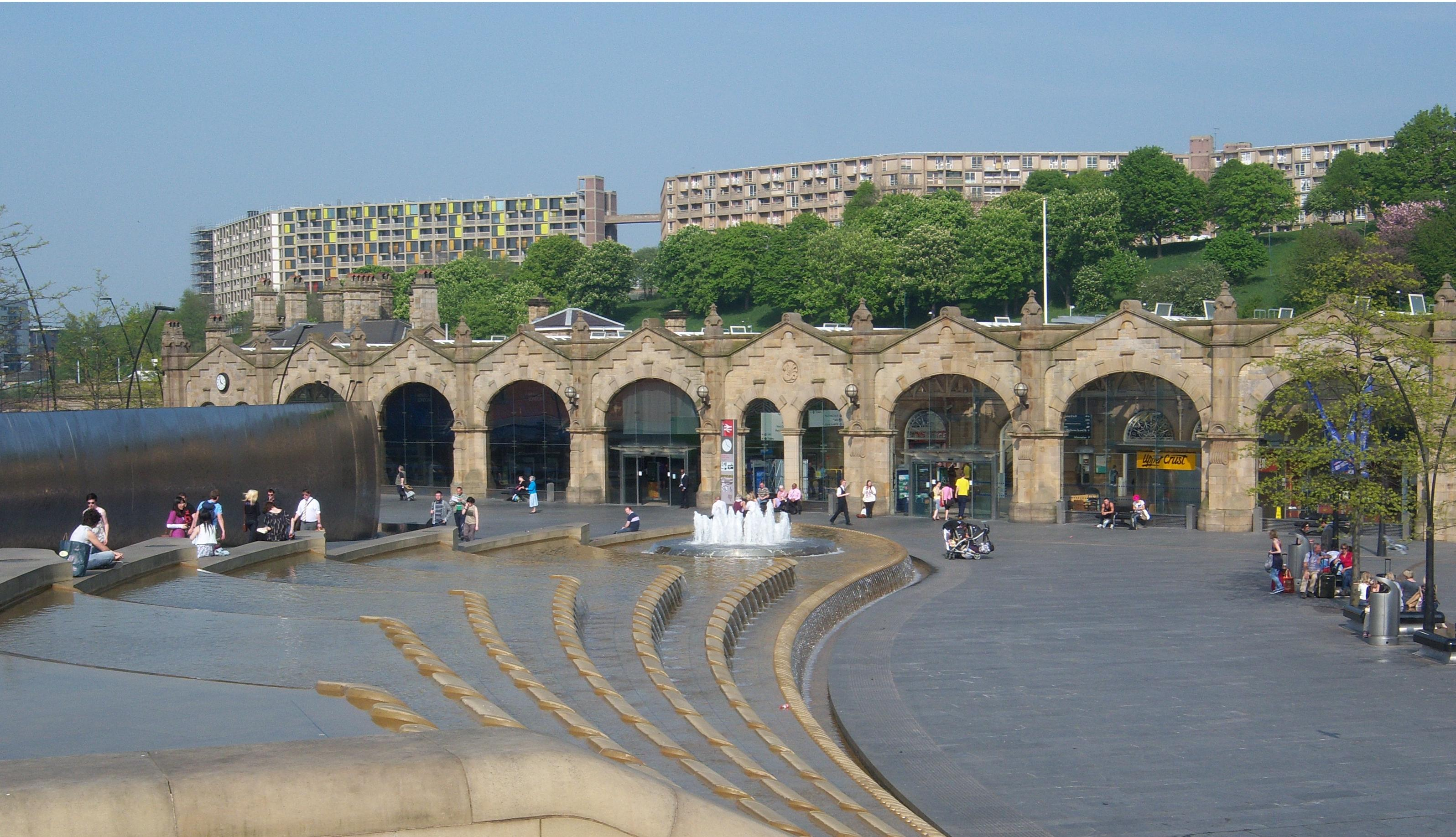
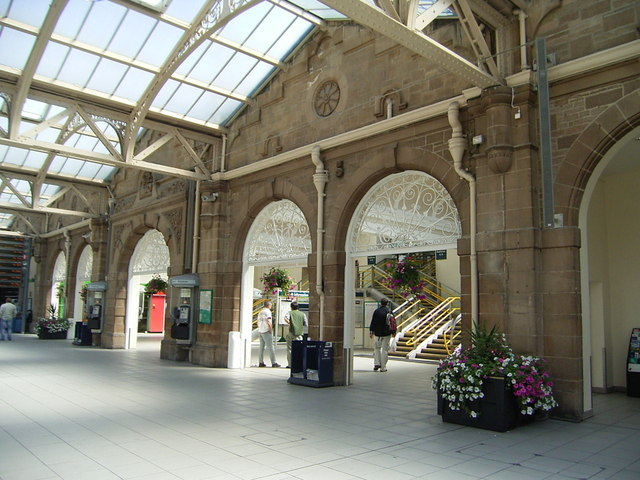
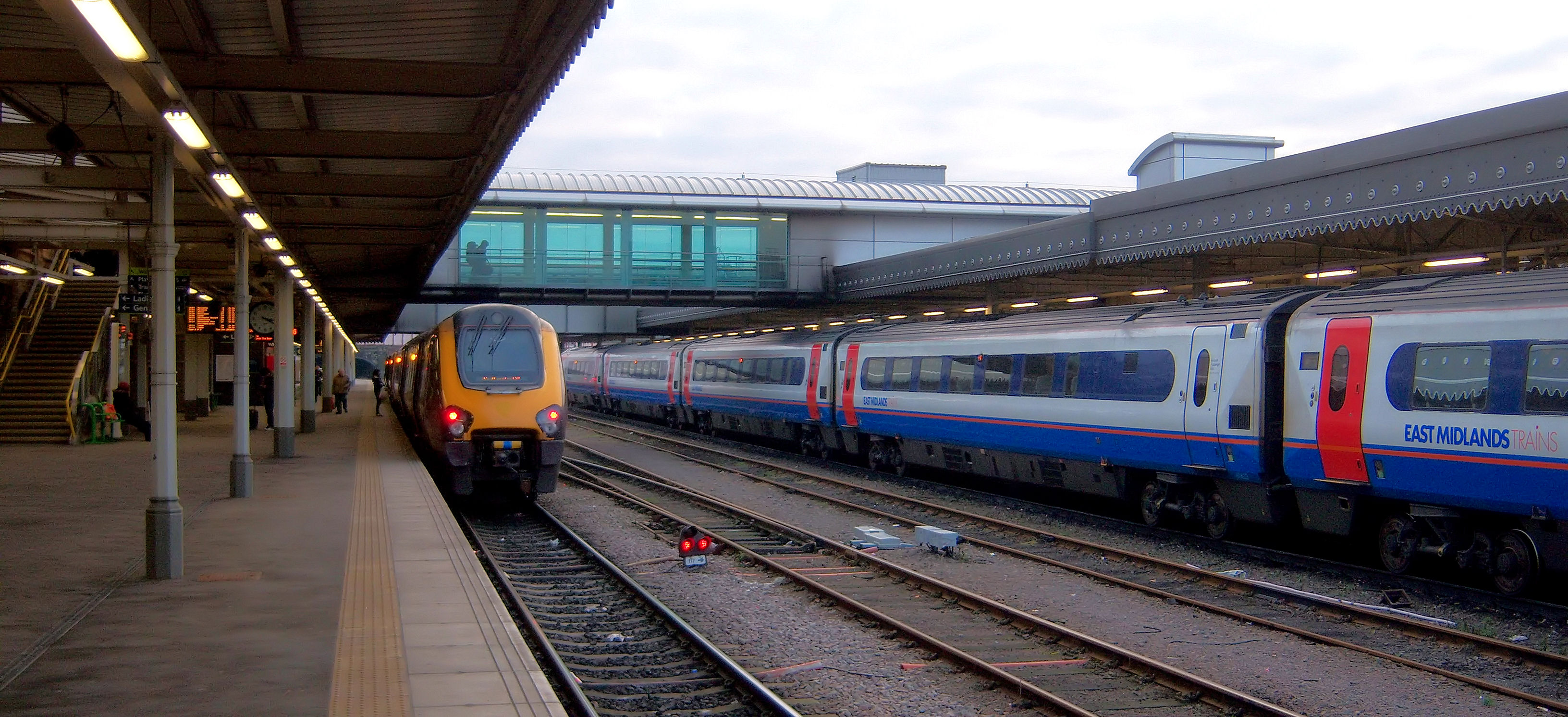
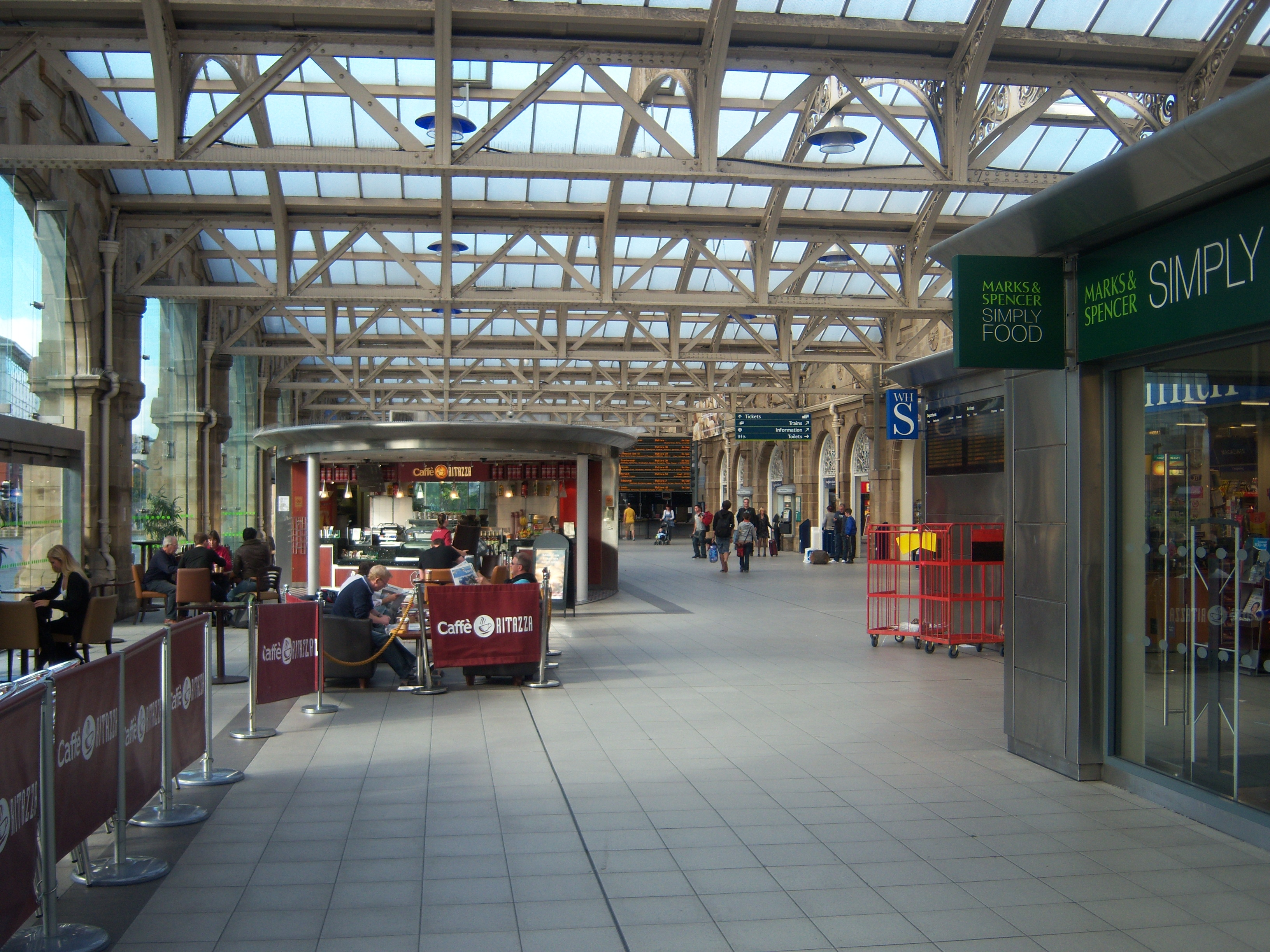
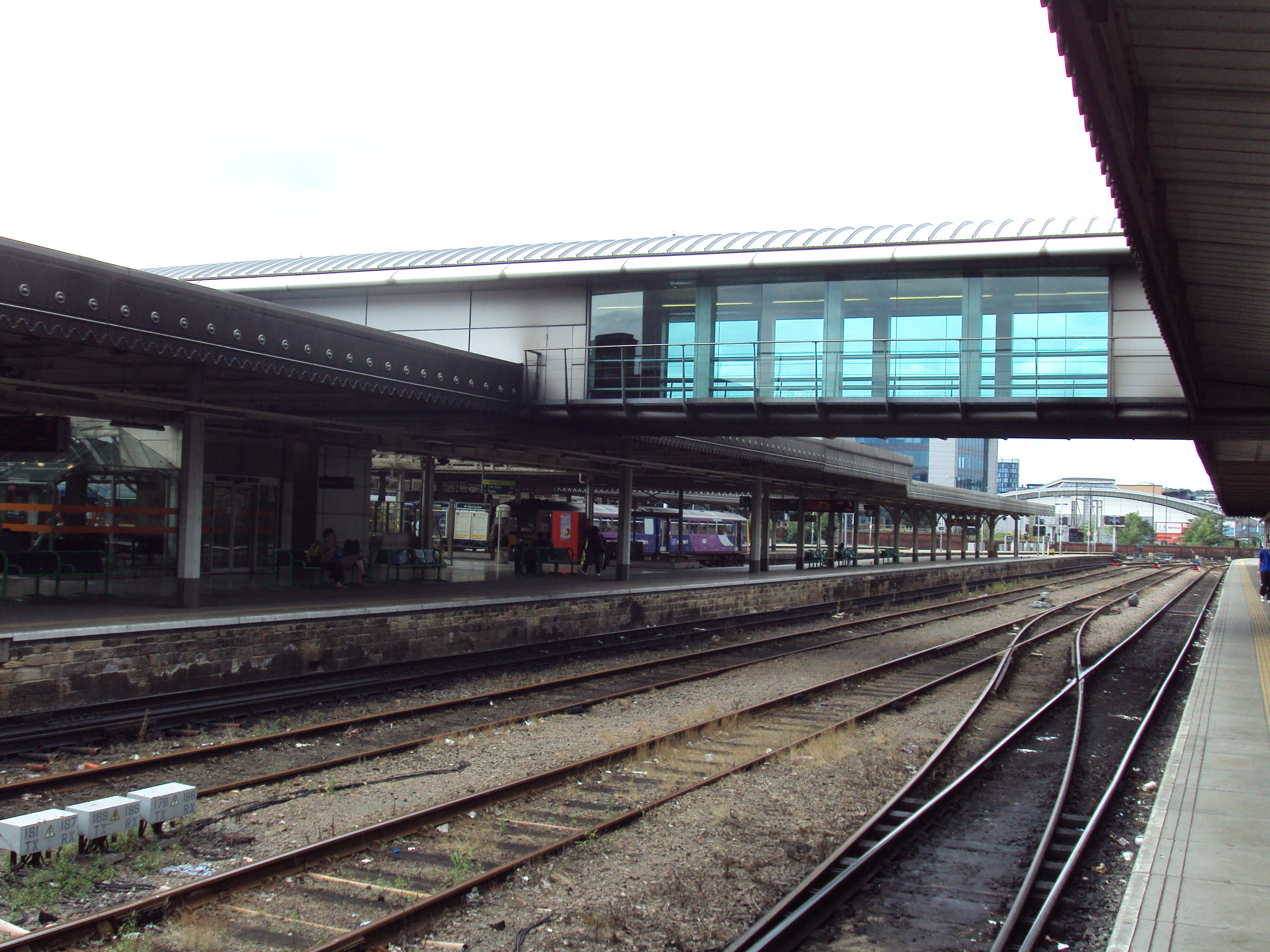
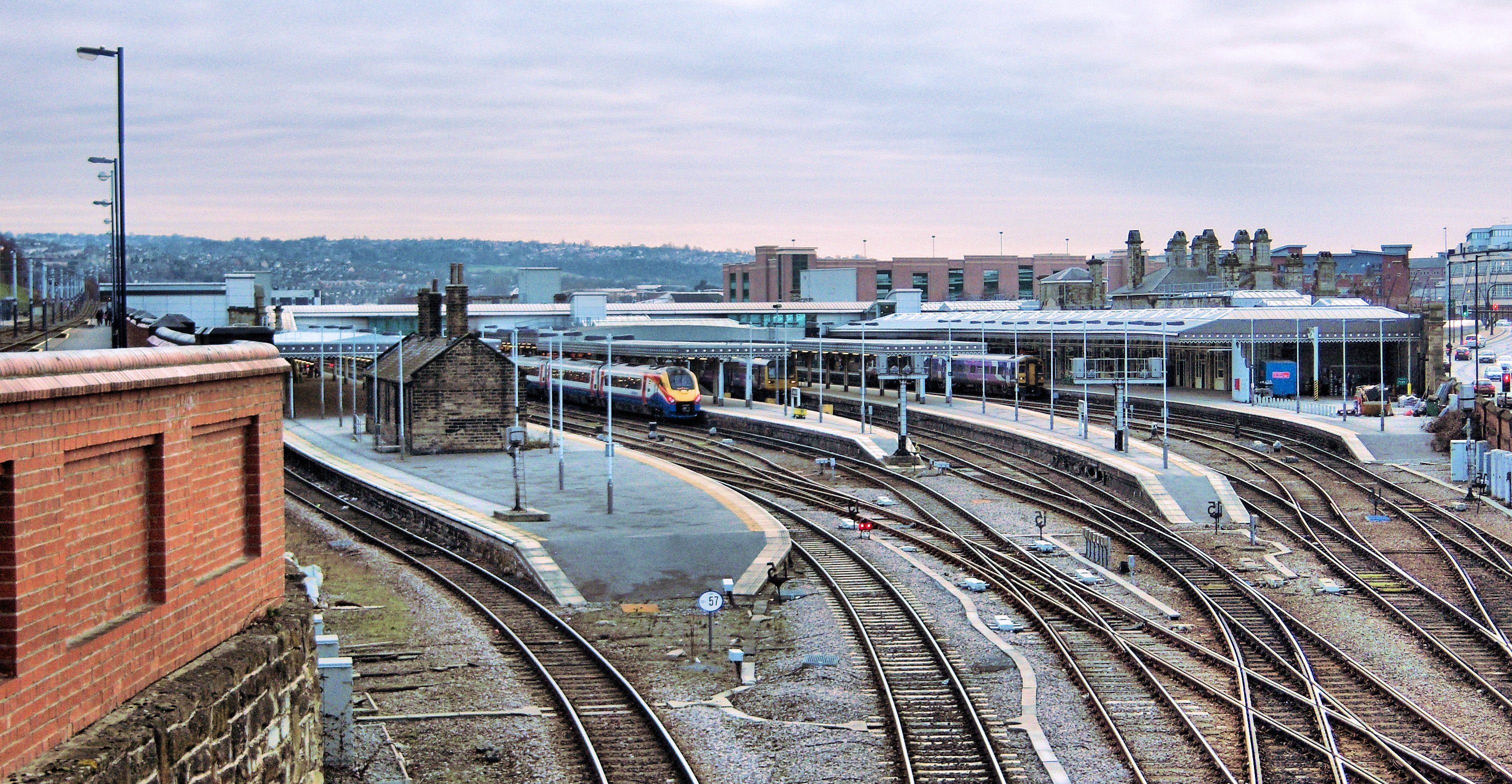
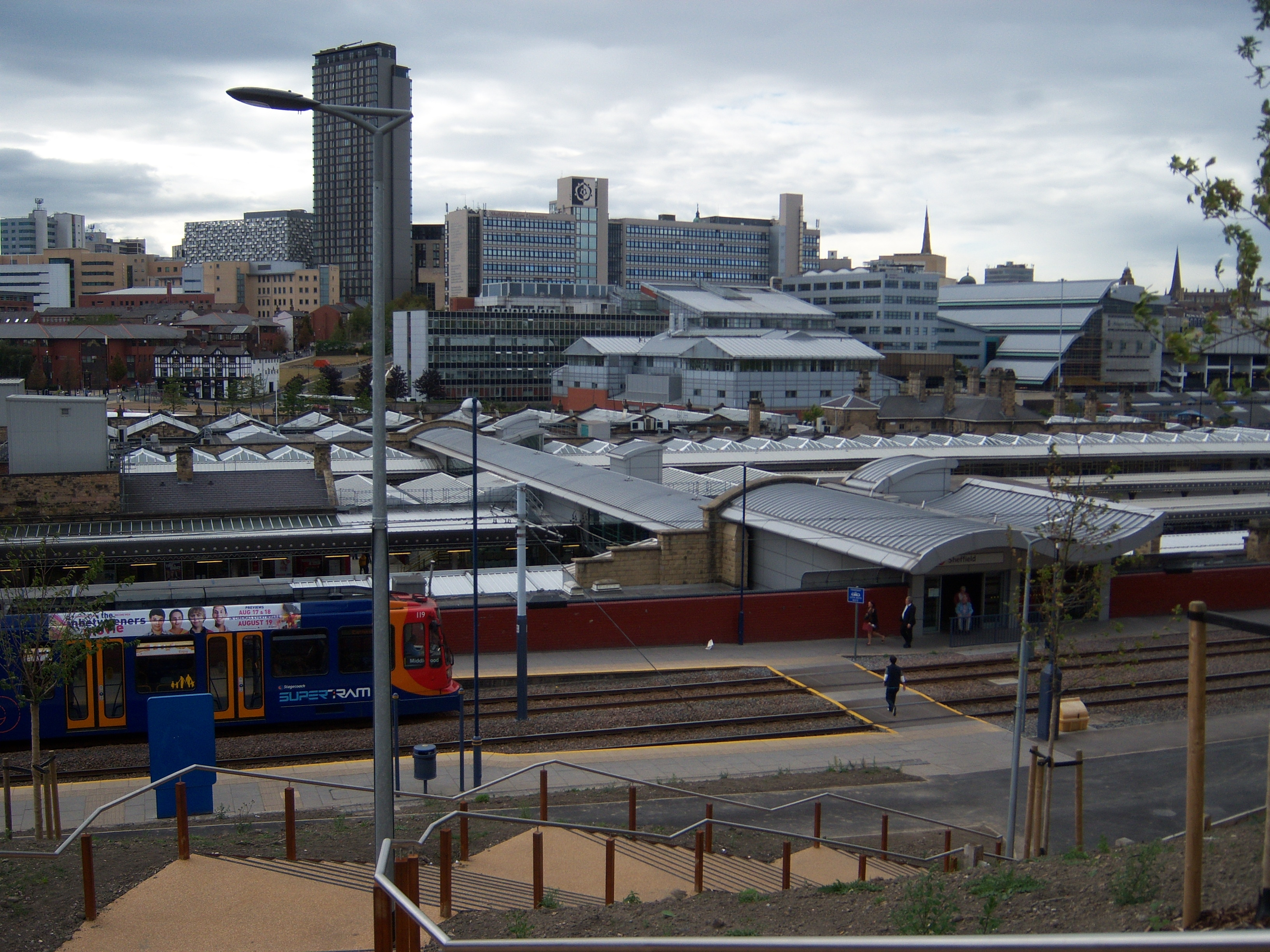